# Eckehard Schöll

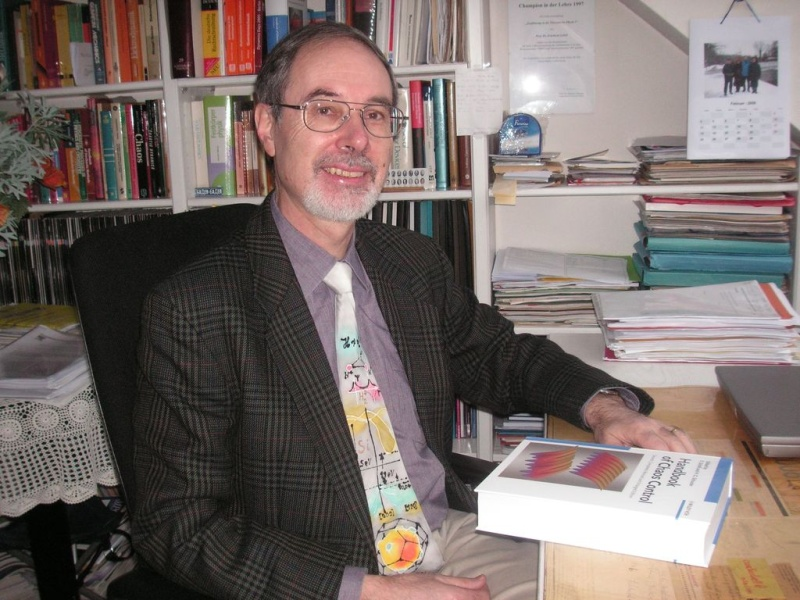
Eckehard Schöll in seinem Büro

Eckehard Schöll (* 6. Februar 1951 in Stuttgart) ist ein deutscher Physiker.
Er ist Professor für theoretische Physik an der Technischen Universität Berlin und Leiter des Fachgebiets Nichtlineare Dynamik und Kontrolle. Seine Arbeit führt Fragestellungen verschiedener Disziplinen aus Mathematik und Physik, unter anderem der Halbleiterphysik, der Neurodynamik und der Bifurkationstheorie zusammen. Seine neuere Forschung bezieht auch Themen der Biologie und der Sozialwissenschaften mit ein, wie z. B. die Simulation der Dynamik sozioökonomischer Netzwerke oder neuronaler Netze.
Eckehard Schöll ist Autor von zahlreichen Publikationen. Sein Hirsch-Index ist 74, seine Einstein-Zahl 5.

## Leben und Wirken

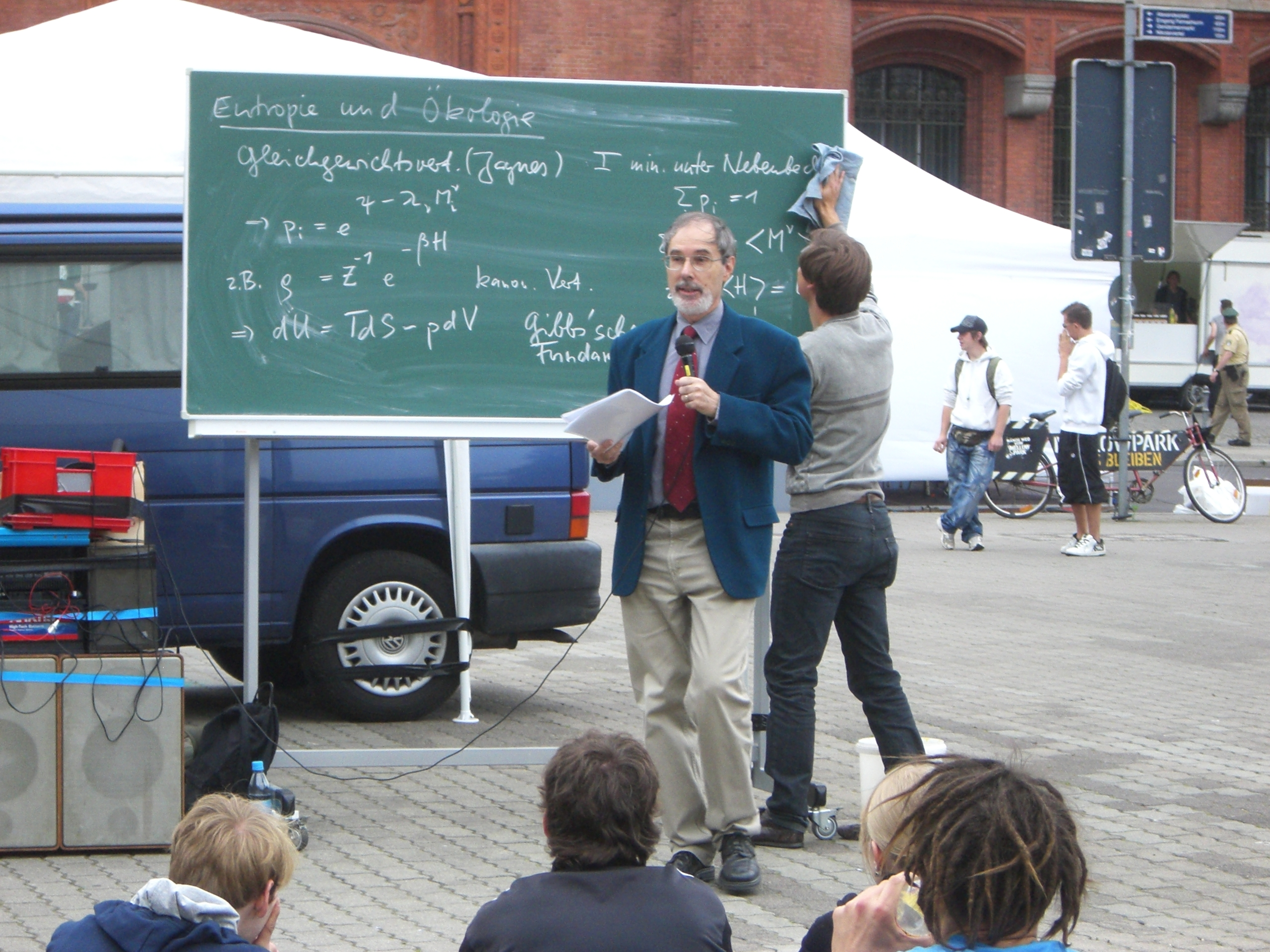
Eckehard Schöll 2009 auf einer Protestvorlesung vor dem Roten Rathaus während des Studentenstreiks

Eckehard Schöll ist verheiratet, hat zwei Kinder und ein Enkelkind.
Schöll studierte Physik an der Universität von Tübingen (Diplom 1976) und schloss anschließend 1978 einen PhD in Mathematik an der University of Southampton (Doktorvater Peter T. Landsberg) ab.
1981 beendete er seine Promotion zum Dr. rer. nat. bei Friedrich Schlögl. Er war 1983–84 Visiting Assistant Professor an der Wayne State University in Detroit und im Anschluss (1985) Gastwissenschaftler an der University of Florida. 1986 habilitierte er in Theoretischer Physik an der RWTH Aachen (Mentor war Friedrich Schlögl). Von 1986 bis 1987 war Eckehard Schöll Gastprofessor an der RWTH Aachen, bevor er zur TU Berlin wechselte. Seit 1989 ist Eckehard Schöll Hochschulprofessor an der Technischen Universität Berlin und hat dort bis jetzt über 100 Diplom-, Master- und Bachelorarbeiten, 30 Doktoranden und 2 Habilitationen betreut. Er war von 2001 bis 2011 geschäftsführender Direktor des Instituts für Theoretische Physik. Er wirkte in vielen Verbundforschungsprojekten mit und ist seit 2011 Sprecher des Sonderforschungsbereiches SFB 910 der Deutschen Forschungsgemeinschaft (DFG) zum Thema Control of Self-Organizing Nonlinear Systems.
Eckehard Schöll ist Vertrauensdozent der Studienstiftung des deutschen Volkes sowie langjähriges Mitglied der Auswahlkommission der Fulbright-Kommission. Während des Bildungsstreiks 2009 hielt er eine Protestvorlesung vor dem Roten Rathaus im Zentrum von Berlin.
Forschungsschwerpunkte
- Dynamik auf Netzwerken, Synchronisierungsmuster und Chimera-Zustände
- Strukturbildung, Chaos, Rauschen in dynamischen Systemen
- Analyse von dynamischen Systemen mit Zeitverzögerung und deren Kontrolle
- Nichtlineare Dynamik von Halbleiterlasern
- Nichtlinearer Ladungsträgertransport in Halbleiternanostrukturen
- Selbstorganisierte Wachstumskinetik und Monte-Carlo-Simulationen

## Preise und Auszeichnungen

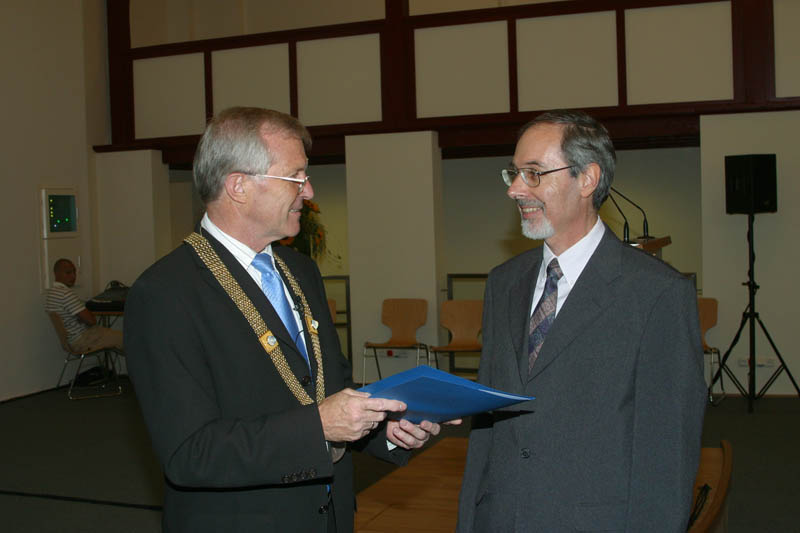
2007 Silbernes Doktorjubiläum von Eckehard Schöll, Überreichung der Erneuerungsurkunde

Eckehard Schöll war zwischen 1971 und 1978 Stipendiat der Studienstiftung des deutschen Volkes. 1997 wurde er für besonders strukturierte, verständliche und spannende Vermittlung in der Lehre von der TU Berlin als „Champion in der Lehre“ ausgezeichnet. 2000 erhielt er einen Fulbright Senior Scholarship Award (Duke University, USA), sowie 2004 eine Visiting Professorship der London Mathematical Society. Im Jahr 2017 wurde er mit der Ehrendoktorwürde der Universität Saratov/Russland (Staatliche Nationale Forschungs-Universität) ausgezeichnet. Seit 2018 ist er Träger der DPG-Ehrennadel.

## Öffentlichkeitsarbeit
Veranstaltungen
- Mitorganisator von Wissenschaft trifft Musik – Musik trifft Wissenschaft: Ein Geburtstagskonzert für und mit Nobelpreisträger Gerhard Ertl im TU-Audimax vor 1000 Gästen

Fachkonferenzen
Als Wissenschaftler war er bei vielen internationalen wissenschaftlichen Fachkonferenzen beteiligt
- Short Thematic Program on Delay Differential Equations, Toronto 2015,
- Control of Self-Organizing Nonlinear Systems, Warnemünde 2014,
- Delayed Complex Systems, Palma de Mallorca 2012
- Delayed Complex Systems, Dresden 2009
- Örtlicher Tagungsleiter der 72., 76., und 79. DPG-Frühjahrstagung der Sektion Kondensierte Materie in Berlin 2008 (5700 Teilnehmer), 2012 (6200 Teilnehmer) und 2015 (6000 Teilnehmer)
- Tagungsleiter der XXV European Dynamics Days, Berlin 2005

## Werke
Eckehard Schöll ist Autor von über 500 Publikationen in wissenschaftlichen Zeitschriften, drei Büchern (Nonequilibrium Phase Transitions in Semiconductors (Springer 1987), The Physics of Instabilities in Solid State Electron Devices (Plenum Press, New York, 1992), und Nonlinear Spatio-Temporal Dynamics and Chaos in Semiconductors (Cambridge University Press 2001)) sowie Herausgeber von weiteren fünf Büchern:
- Control of Self-Organizing Nonlinear Systems (Springer, 2016)
- Handbook of Chaos Control (Wiley-VCH, Weinheim 2008).
- Nonlinear Spatio-Temporal Dynamics and Chaos in Semiconductors (Cambridge University Press, Cambridge, 2001).
- Theory of Transport Properties of Semiconductor Nanostructures (Chapman and Hall, London 1998).
- Nonequilibrium Phase Transitions in Semiconductors – Self-Organization Induced by Generation and Recombination Processes (Springer, Berlin, Heidelberg, New York, Tokyo 1987).

### Weitere Schriften (Auswahl)
- Anna Zakharova, Marie Kapeller, and Eckehard Schöll: Chimera Death: Symmetry Breaking in Dynamical Networks. Phys. Rev. Lett. 112, 154101.
- Eckehard Schöll: Partial synchronization patterns in brain networks. Europhysics Letters, Volume 136, Number 1, 18001. DOI:10.1209/0295-5075/ac3b97.